# Tomislav Kostadinov
Tomislav Kostadinov Kostadinov (in bulgaro Томислав Костадинов Костадинов?; 15 marzo 1991) è un calciatore bulgaro, centrocampista del Vihren Sandanski.